# Кресте
Кресте́ (фр. Crestet) — коммуна во французском департаменте Воклюз региона Прованс — Альпы — Лазурный Берег. Относится к кантону Везон-ла-Ромен.

## Географическое положение

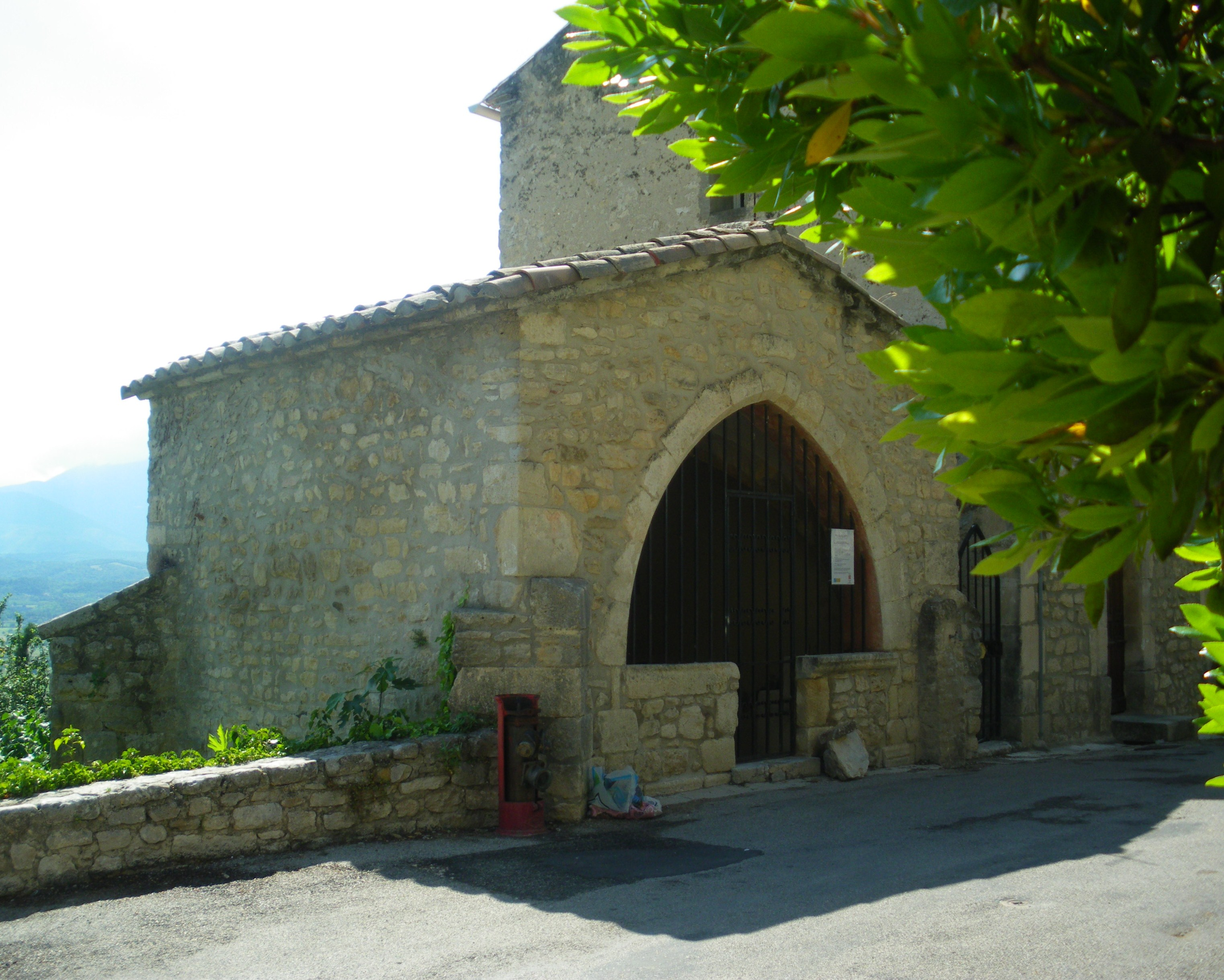
Часовня л’Аннонсиад.

Кресте расположен в 37 км к северо-востоку от Авиньона. Соседние коммуны: Везон-ла-Ромен на севере, Сен-Марселлен-ле-Везон на северо-востоке, Антрешо на востоке, Бомон-дю-Ванту на юго-востоке, Сабле на юго-западе, Сегюре на западе.
Коммуна находится на склоне горной гряды Дантель-де-Монмирай.

### Гидрография
Кресте стоит на Увезе. Кроме этого, его пересекают несколько небольших рек и ручьёв, в частности Грозо.

## Демография
Население коммуны на 2010 год составляло 458 человек.
| 1962 | 1968 | 1975 | 1982 | 1990 | 1999 | 2010 |
| ---- | ---- | ---- | ---- | ---- | ---- | ---- |
| 247  | 269  | 297  | 326  | 404  | 432  | 458  |

## Достопримечательности
- Замок, IX века.
- Церковь Сен-Савёр.
- Часовня л’Аннонсиад, XVI века.